# オットー・シュトラッサー
オットー・ヨハン・マクシミリアン・シュトラッサー（Otto Johann Maximilian Strasser、1897年9月10日 ‐ 1974年8月27日）は、ドイツの政治家。国民社会主義ドイツ労働者党（ナチ党）所属。実兄グレゴール・シュトラッサーと共にナチス左派を代表する人物として知られる。

## 生い立ち
ドイツ帝国領邦バイエルン王国のフランケン中部地方のバート・ヴィンツハイムで生まれ、兄が二人、弟と妹がそれぞれ一人いる五人兄弟だった。シュトラッサー家は古いバイエルンの農家の出だったが、父親のペーターは、ニーダーバイエルンのデッゲンドルフで大法院参事官を勤めていた。
社会的正義感の強いキリスト教社会主義者の父は、偽名で「新路」という本を出しカトリックや君主制の反動勢力を批判し、新生ドイツのあるべき姿を描いたが、その為に職を失うのを恐れた妻のいさめで著作の出版を続けるのを断念している。癌で死亡したとき、ヒトラーもその葬儀に参列していた。
オットーの剛直な正義感と使命感の胚珠はフランケン地方の伝統と共に、この父親のなかにもとめられる。

## 戦争の体験

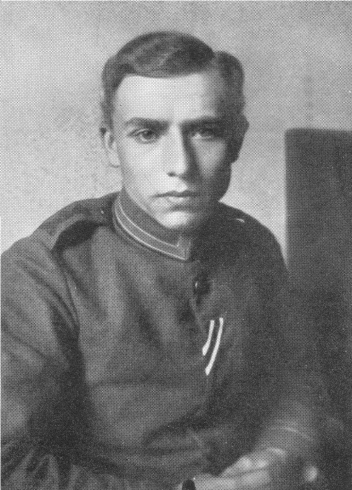
世界大戦中、下士官の頃のオットー（1915年）

第一次世界大戦が起こったとき、オットーはグレゴールや次兄のパウルと共に出陣し1918年の3月までには三人とも揃って将校に昇進しており、三人とも鉄十字章を受章している。
オットーは1914年8月1日、志願兵として16歳で出征し、二度負傷して最後には砲兵中尉に昇進し、一級鉄十字章やバイエルン戦功章を受勲し、更に、敵の砲台を捕獲し敵兵を捕虜にした功績によって、プロイセンのプール・ル・メリット勲章にあたるバイエルンのマックス・ヨーゼフ勲章叙勲該当者としても申告された。叙勲になればオットーも貴族待遇の称号をもらえるはずだったが、ドイツ革命が起こったためにこの勲章はもらい損ね貴族にはついになれなかった。
従軍中、ドイツ社会民主党の機関誌を購読しており「赤い中尉（der rote Leutnant）」と呼ばれた。
この戦争においてオットーは、後の思想展開につながる幾つかの体験をしている。戦場における直線的行動のパターン。大戦末期の1919年、装備のゆきとどいた新鋭のアメリカ軍に初めて遭遇したときの驚きとその物量差に対するドイツ軍の覆いがたい敗北感を彼は記しており、この体験は、後に多くの右翼の間でもて囃された『背後の一突き』の神話と彼が無縁であったことの関係をもつ。また、ある下士官にいじめられた末に自殺した同僚を目撃したり、部隊の兵士たちに過酷な事務作業を強要する下士官の態度に接した折に抱いた嫌悪感は、後の「伍長勤務」ヒトラーをとりまく連中の官僚的下士官根性や官僚主義そのものに対する彼の嫌悪感と反発に直結している。権威をやたら振り回したがる下士官連中とは異なり、貴族的であると同時に民主的にことを取り決める洗練された将校団の姿勢にオットーは感銘を隠そうとはしなかったが、この折に彼が抱いた少数エリート思想は、後に結成される『黒色戦線』の組織構想の中核をなしている。また、1917年、彼がルーデンドルフの指令にもとづいて祖国愛や義務について兵士たちを教化宣伝する任務についたとき、年上のある兵卒から「土地を持たぬ自分にとって、祖国とは一体何を意味するのか？」と質問されて狼狽し「急所を突かれた」ような感を覚えた折の体験は、後に彼の「社会主義」感情を育てる伏線となる。
1918年9月、坐骨神経痛で馬に乗れずミュンヘンの病院に入院したが11月6日に退院し、ここで革命と敗戦を迎える。

## ワイマール時代
オットーが松葉杖を突いてミュンヘンの病院を退院した日の翌々日、1918年11月8日、ベルリンのドイツ革命に先がけてバイエルンではクルト・アイスナーのバイエルン・レーテ共和国が誕生した。国民は事態の急変についてゆけず、オットーも革命の無秩序、行き過ぎ、規律を失った兵士の罵詈雑言を憎み、肩章を剥ぎ取ろうとしたスパルタクス団とピストルで渡り合おうとしたり、保養の為にオーバーバイエルンの泥土浴場バート・アイプリングで開かれていたアイスナーの演説会に居合わせた折には、アイスナーの当局断罪論やドイツ単独戦争責任論に腹を立て、「馬鹿か、ないしはこの世でまたとない良心無き国民の裏切り者」アイスナーに反論するために演壇にかけ上がって激しい罵声の飛び交うなかで演説をぶち、乱闘騒ぎを起こしかけた。
しかし、この革命に対するオットーの憎悪感には不思議と古きものへの軽蔑感が入り交じっており、スパルタクス団にも旧保守主義者にもついて行けぬ漠然とした彼の心情が後に保守革命となり明確に概念化されるにいたるには、まだ数年待たなければならない。
1919年4月7日のバイエルン・レーテ共和国の樹立に伴って、ミュンヘンの情勢は左傾化の一途を辿る。プロレタリア独裁を目指す共産主義革命についてゆけぬオットーは、躊躇することなく直ちにウルムでフランツ・フォン・エップのドイツ義勇軍に加わり、ドイツ社会民主党の国防相グスタフ・ノスケを総帥とするヴァイマル共和国軍と共に、黒い菱形の下地にライオンの模様をあしらったエップ義勇軍の腕章をつけミュンヘンに進撃し、ミュンヘンを赤軍から解放する。ヒトラーがこの時白軍に参加していなかった点は、後年オットーがヒトラーはこの折スパルタクス団の腕章を巻いていたとして、ヒトラーを攻撃の種とするところである。

## 社会民主党時代
この頃オットーは、ドイツ社会民主党の圏内で行動していた。ベルリン大学では学徒兵士のための待遇改善要求を掲げる学生組織「ドイツ大学出征学徒団体 (Akademischer Kriegsteilnehmerverband Deutschelands)」を結成して、そのイェーナでの全国会議で議長に選ばれたり、SPDの機関誌『前進』（Vorwärts）の学生向けの付録版の校正をやったり、労働者向けに歴史やドイツ語や速記術の講演をしたりしている。1920年3月13日、反動政治家カップがエアハルト旅団らと組んでカップ一揆を起こした折りには、反カップ派の自警団に加わり、100人隊の隊長になり、ベルリン郊外のシュテーグリッツの防衛に参加した。
しかし、ドイツ社会民主党に対する彼の帰依はそれほど根が深いものではなく、党内で行動しながらもしだいに党に対する疑念が募って行く。社会化政策に積極的でなく、ヴェルサイユ条約の履行政策を続けブルジョア憲法を採用する党の方針に不満を持ち、共産主義革命とは違った方向で行動的な革命性を求めるかれの燃えるような心情は、妥協の日常性に終始し革命精神を失った党の事務的官僚化についてゆくことはできず、オットーはドイツ社会民主党を去ってゆく。

## 思想形成
ドイツ革命当初、オットーが抱いたいまだ判然としなかった気持ちにその行手を示す斬新な衝撃を与えたのは、1920年10月、ザクセンのハレで開かれたドイツ独立社会民主党の大会の席上で独ソの提携を説いた、このようなソビエトの政治路線にそうコミンテルンの使者グリゴリー・ジノヴィエフの演説だった。この会議にオランダの新聞特派員という触れ込みで出席したオットーは、ジノヴィエフの演説から受けた感激の模様を次のように記している。
「私にとってジノヴィエフ演説は警告の信号だった。この男の講演内容は新しい救世主の教えのような響きを持っていた。私の政治探求において、私はこれまでドイツに存在しなかったような概念に突きあたった。その名は「国民社会主義 (National-Sozialismus)」であった。」と。こうして、まだ完全な形で綱領化されていないとはいえ、彼の心の中で社会主義とヴェルサイユ条約に反発するナショナリズムが握手する。

### メラーとシュペングラー

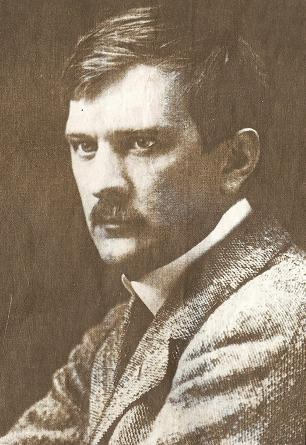
メラー・ファン・デン・ブルック

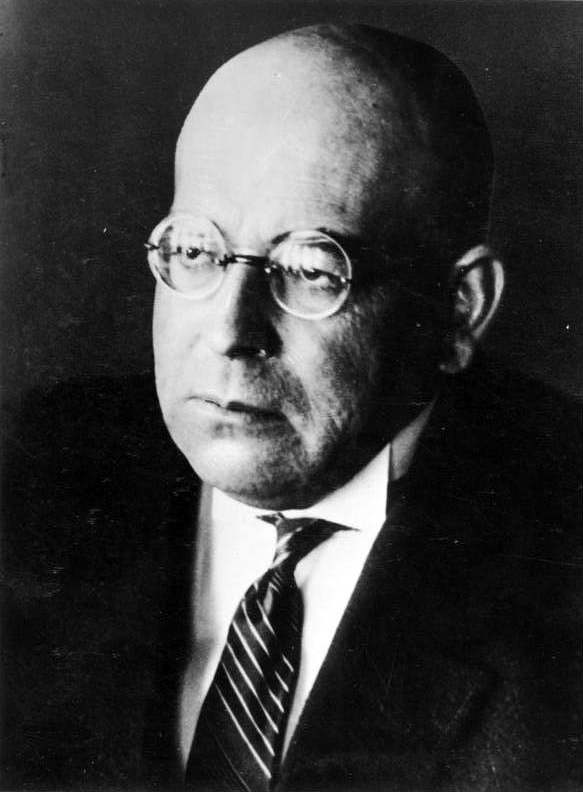
オスヴァルト・シュペングラー

彼の思想形成や思想を明確化する上で大きな契機となったのはジノヴィエフ演説だけではなく、「ドイツ社会主義（Deutscher Sozialismus）」を説き、オットーが「ドイツ革命のルソー」と崇めるアルトゥール・メラー・ファン・デン・ブルックや、社会主義とプロイセン主義を結びつけようとしたシュペングラーも彼に大きな影響を与えた思想家だった。
当時、彼はメラーがハインリヒ・フォン・グライヒェン＝ルスヴルムらの左翼インテリ達の「十一月クラブ」に対抗してヴェルサイユ条約の屈辱を心に銘記する為に条約調印の月にちなんで命名し結成した「六月クラブ」に出入りしており、ジノヴィエフ演説の模様もその機関誌「良心」に掲載している。
「若い民族の権利」やドイツ再生の道を説くメラーと「西洋の没落」の著者シュペングラーとの「六月クラブ」で行われた白熱した議論のやりとりは、オットーにとって忘れられぬ日の思い出となる。
彼が尊敬するメラーは、かねがねヒトラーに軽蔑と嫌悪感を抱き、「六月クラブ」でヒトラーが講演したときにも彼を招待することに反対するほどであったが、オットーはこのような反ヒトラー感情をメラーと共有する。ヒトラーが彼にメラーの『第三帝国（Das Dritte Reich）』からその名を盗用し、我田引水の解釈を加えた「第三帝国」は、メラーやオットーの考えるカール大帝の神聖ローマ帝国をしのばせる連邦的 ＝ キリスト教的ヨーロッパ共同体の理念とは全く異質のものであった。

## ヒトラーとの出会い

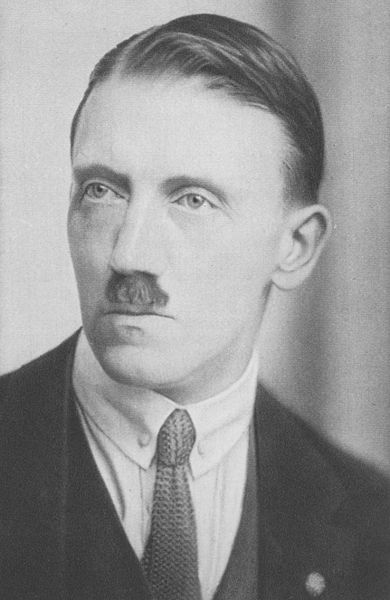
1920年代初頭のヒトラー

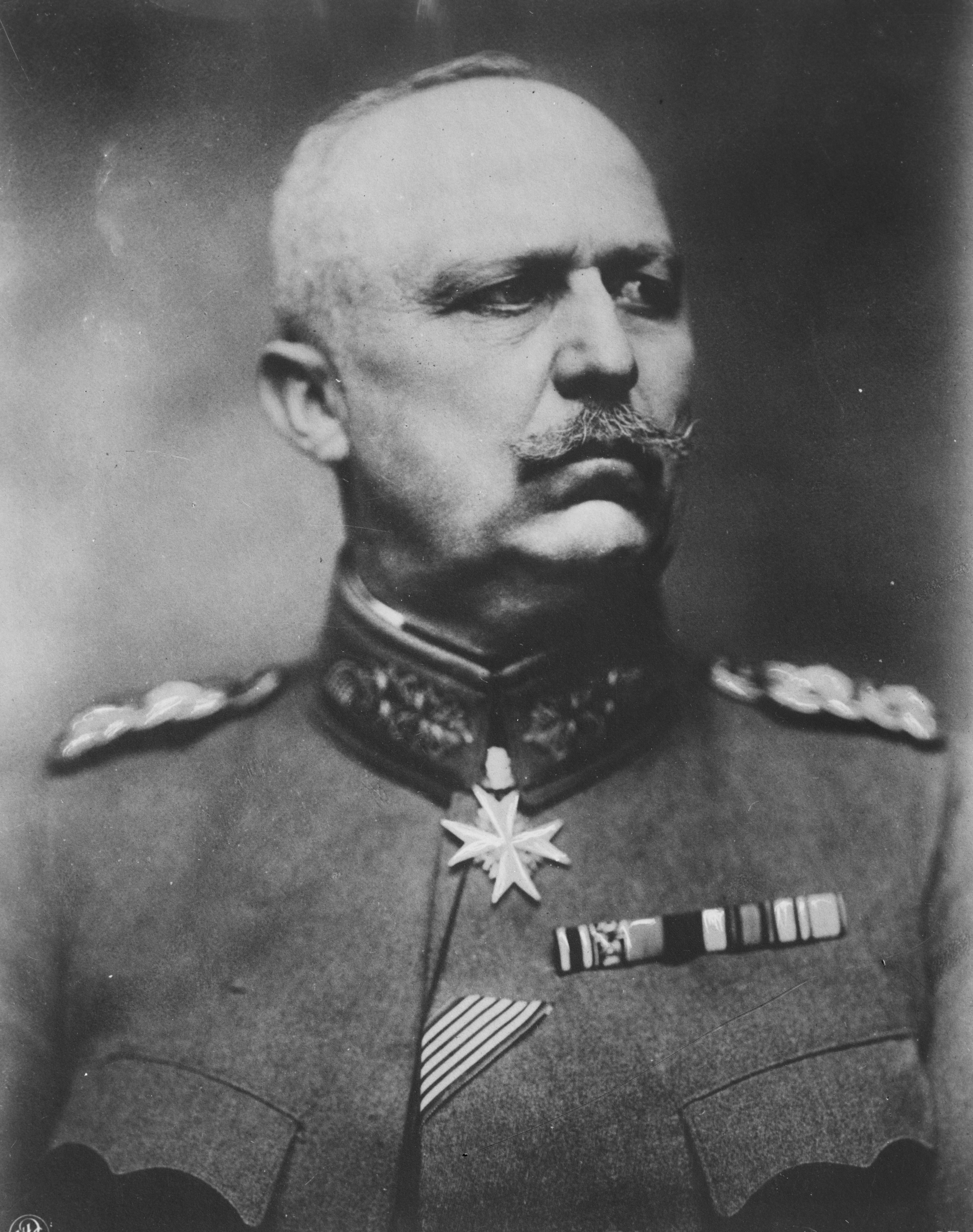
ルーデンドルフ

オットーとヒトラーの宿命的な出会いは1920年10月に始まる。当時、バイエルンのデッゲンドルフの両親のところへ休暇で帰郷し、SPDから別れて新しい道を模索し始めていたオットーのところに、ランツフートで薬剤師をしていた長兄のグレゴールから電話がかかり、ルーデンドルフやヒトラーと自分との会談に立会ってみないかといってきたのがきっかけである。その頃すでにグレゴールはナチ党に入党しており、『ニーダーバイエルン国民志操兵団(Verband Nationalgesinnter Soldaten Niederbayerns)』を結成し、2,000人の歩兵、野砲3門、15センチ曲射砲1門を自分の配下におき、ミュンヘン一揆の折には『エップ義勇軍』と合流して闘った戦歴をもつナチの大物だった。
オットーにしてみれば、ヒトラーとはどんな男か興味があったし、若い下級士官であった彼にとっては世界大戦の折の参謀次長として辣腕を振るったルーデンドルフ将軍に会えるのは魅力的なことだった。兄の家についてみると、2人を乗せた美しい車がすでに止まっていた。後年、オットーとヒトラーを対立に導いた主要な問題はこの2人の初顔合わせにほぼ出尽くしている。初めて会った折の当時、31歳のヒトラーの印象をオットーは書き留めている。
将軍が発言する度ごとに椅子から半分腰を浮かして中腰になったままの姿勢で、「はっ、閣下！」とか「閣下の御意見の通りであります！」をやたら乱発する大戦の折の『ゲフライター(伍長勤務)(Gefreiter)』ヒトラーは、堂々とふんぞり返ったルーデンドルフのどこか近侍のような卑屈な印象を与え、大戦の折に経験したあの嫌な下士官根性をオットーに思い出させた。食事の折にヒトラーが酒を飲まなかったことも、酒を嗜むオットーには意外だった。「彼は禁酒家でね」とグレゴールが説明する。
人の話に耳を傾ける雅量をもったリベラルな聞き上手というよりも、自分の話を一方的に相手にしゃべりまくるドグマティックなヒトラーとドグマティックなオットーとは、はじめから反りが合わなかった。不吉な虫の報せというか、グレゴールの妻エルゼも女特有の嗅覚からヒトラーが好きにはなれなかった。

### ヒトラーとの応酬
会話は大戦の話から始まる。

オットーはルーデンドルフに『マックス・ヨーゼフ勲章』叙勲該当者に申告された当時のいきさつを話すが、自分が伍長勤務に過ぎないことに劣等感をもったのか、ヒトラーはこの時口を挟まず、自分が喋る出番の機会を伺いながら敵意を含んだ沈黙を守る。やがて話題は党の話に移った。そこでオットーがヒトラーにナチの綱領を尋ねると、ヒトラーは
と、オットーに対する今までうっ積していた気持ちを一挙に吐き出すかのように木で鼻をくくったような返事をした。
すかさずオットーが
と反論すると、大学を出ていない僻みも手伝っていたのか、ヒトラーは殆ど絶叫せんばかりに大学生のオットーに対して
と吐き捨てるように言い、
と絡みはじめる。
むっときたオットーは、
と応酬し、ルーデンドルフが2人をとりなすように「カップ暴動は無意味であった。」と重々しくのたまうと、ヒトラーは「はっ！閣下！」と言ってすぐにおとなしくなり、カップ問題はけりとなった。
次いで、
というヒトラーの発言にオットーは、
と、色々な合成名詞をあげて反論し、最後にとどめをさすかのように意地悪く付け加えた。
ヒトラーは拳でテーブルを叩きながら、
と怒鳴ったが、ばつが悪くなったのか、失われた自制心を取り戻そうとするかのように、半ば冗談めかしにグレゴールの方を振り向いて
と、おどけてみせた。
後年の経過からみて、このヒトラーの予感は見事に的中することになる。
次に、旗色の悪くなったヒトラーは話題をそらしてお得意のユダヤ人問題に向けようとする。
オットーは再び反論する。
社会主義がユダヤ人起源のものでないことには、ルーデンドルフも同意を示した。
こうして、2人のやりとりも終りに近づき、ヒトラーは故意に親しみを示そうとするかのようにオットーの肩に手をやって、
と、捨て台詞を残してルーデンドルフと共にグレゴールの家を立ち去った。
その後、兄弟はヒトラーの印象について話し合う。
オットーの意見は、
であった。
グレゴールの意見は少しくちがっていた
ヒトラーに対する否定的印象と彼を御し得るとみた甘い見解はこれと共に兄弟はやがて全く別個の運命を歩むことになったのである。

## ナチ党時代
グレゴールは遠回しにオットーをナチに誘おうとしたが、オットーはヒトラーを指導者と仰ぐことに反感を持ったため入党を断った。
1923年3月にヴュルツブルク大学で「ドイツの砂糖大根種子培養の発達と意義(Entwicklung und Bedeutung der deutschen Zuckerübensamenzucht)」という論文を提出し博士号を得た後、食糧省や会社の相談役としてザクセンで働きしばらくは政治の舞台からは遠ざかっていた。
私兵を率いてグレゴールも参加した1923年11月のミュンヘン一揆の折にも、彼はマクデブルクにいてこの暴動に参加していない。しかし、初対面のヒトラーに対する印象が芳しくなかったにもかかわらず反動的な政府と闘おうとするヒトラーの一揆はオットーにとってやはり快挙と映ったらしく、将軍や企業家の反動分子にヒトラーが使う色目もこれで終わるものと確信したオットーは、大戦中自分が所属していた旧連隊の将校達にルーデンドルフとヒトラーの味方に立つことを勧める回状をまわして彼らから閉め出しをくっている。
一揆の失敗後、ヒトラーが入牢している間グレゴールは無罪になったルーデンドルフやドイツ民族自由党の指導者グレーフェらと組んで国会議員に選ばれルール地方や北ドイツで着々と組織固めをしていた。この新しい情勢下に兄を助けて自分の理念を実現するチャンスを読み取ったオットーは、信頼のおける片腕を必要としていたグレゴールの誘いを受けて1925年の春、ようやくナチ党に加わる。(党員番号 23918)
ベルリンを中心とする北ドイツで、グレゴールや自身が入党を認めたヨーゼフ・ゲッベルスとともにナチス左派の代表格となり、社会主義的な経済政策や、反西欧帝国主義、反資本主義の立場からソビエト連邦との接近を主張し民族ボルシェヴィズム的な運動を党内に形成した。
労働運動に積極的に参加し、場合によってはドイツ共産党とスクラムを組んでデモやストライキ闘争も行い、ミュンヘンの党本部と敵対していた。
1926年2月14日、ヒトラーは側近シュトライヒャーの牙城バンベルクでナチ指導者会議を召集し、ハノーファー会議の非合法性を批判した。会議の結果はナチ左派の完敗だった。シュトラッサー草案の廃止、旧諸侯財産無償没収の主張撤回、ヒトラーによる全地域指導者任命権確立、党内紛争を裁く党法廷の設立とヒトラーによる法廷委員の任命、親ソ外交路線の撤回が決議された。
オットーによると、倫理観に乏しいマックス・アマンにさえ「我が党のメフィストフェレス」と舌を巻かせ、権威に敏感で常に力のある方につきたがるゲッベルスは、あざやかな変身ぶりを示し、ヒトラー派に寝返った。この折、「ヒトラーさん、おかげで納得しました。我々は間違っていました。」とヒトラーにおもねったゲッベルスの姿に、グレゴールは「へどが出そうだった。」という。ゲッベルスはその褒美としてシュランゲの代わりにベルリン管区指導者に任命され、1927年7月4日には、週刊誌「攻撃(Der Angriff)」を出してシュトラッサー兄弟と渡りあう。
しかし、ヒトラーに活動を封じられたとはいえ、グレゴールはなお党内で重きをなしていた。1926年3月、兄弟は「闘争出版社(Kampfverlag)」を設立し、ミュンヘン・ナチの息のかかった「フランツ・エーア社」に対抗して宣伝活動を続けていた。

### ナチのトロツキスト
オットーの国民社会主義に対する確信を深めるひとつの契機となったのは、スターリンの一国社会主義への転換とトロツキストの粛清である。スターリンの路線は、自己の民族の生が問題であって、原理や理論が問題ではないというあの国民社会主義の第一原理の承認に他ならない。スターリンとトロツキーの闘争は、生と原理との闘争であり、オットーにとって一国社会主義の勝利は彼の信奉する生の哲学の勝利に他ならなかった。
「我々、保守革命家が絶えず意識する事実とは、有機的過程が第一次的なものであって、我々の建築設計図はこの過程の中の設計図に過ぎないということであり、言い換えれば、生と設計図の間に矛盾が起きた場合には、常に正しいのは生の方であって設計図は生に従って変えられなければならないということである。」
このオットーのスターリン一国社会主義観は、明らかにヒトラーに対する態度と矛盾する。オットーが理念や綱領を無視するヒトラーの現実路線に身体を張ってまで反対したのは、理念や党綱領に忠実たろうとした彼のドグマティックな態度から出たものであり、オットーらナチ党内極左一派の粛清を命じたヒトラーのゲッベルス宛の手紙に記されているように、現実路線を優先させるヒトラーからすればオットーは、ドグマを振り回す「草なしの文士」、現実性を欠く「混乱したサロンボルシェヴィキ」、無責任な「ワンダーフォーゲル」に過ぎなかった。
スターリンの現実路線を評価するオットーがそのドグマティズムの立場からヒトラーの現実路線を否定し、自ら「ナチのトロツキスト」の運命を辿ったことは実に皮肉であった。

### ヒトラーとの対決
シュトラッサー兄弟の出版活動はライバル誌であるゲッベルスの『攻撃(Der Angriff)』誌との激しい対立を生み、双方の読者間の乱闘騒ぎにまで発展していた。『闘争出版社(Kampfverlag)』がヒトラーにとって目障りで脅威の存在となっていたことはいうまでもない。こうして、1930年1月、ヒトラー、グレゴール、オットー、ハンス・ヒンケルの会談がヘスやアマンも交えて開かれた。
ヒトラーは、出版活動の自粛と『闘争出版社』を買い取る意向を示した。軟化した態度を示すグレゴールの方は示談にのろうとするが、オットーは激しく反対しヒトラーと論争に至った。
会話の模様は10年前に初めて2人が顔合わせした折と少しも変わっていなかった。2人の会話は平行線を辿り、さすがのヒトラーももてあまし、オットーとヒンケルに対して議員候補の席を提供した上にオットーのいい値で出版社を買い取る提案までしたが、結局話は不調に終わった。
この頃オットーは、「俺は運動の便所掃除夫のような気がするよ」と弱音を吐くグレゴールのなげやりな自嘲的態度が気になっていた。そうかと思うと、グレゴールは強気をみせることもあった。オットーが彼に対して、「我々は社会主義者だが、ヒトラーはすでに資本家どもと協定している。我々は共和派だが、ヒトラーは諸侯らと手を組んでいる。我々は自由主義的で自分たちの自由を要求するが、また他人の自由も尊重する。これに反してヒトラーは、側近らにヨーロッパの支配について語っている。我々はキリスト教徒だ。ヒトラーは無神論者だ・・・。」と、ヒトラーとの折り合えぬ対立点を列挙して兄に早くヒトラーと手を切るよう迫ると、帰ってくる返事はいつもと同じく「落馬してたまるか。俺があいつを飼い慣らしてやるさ」という具合だった。しかし、初め自信満々に発言していたグレゴールのこの言い慣らされた言葉もこの頃になると、どこか虚ろな自分自身に言い聞かせる自己暗示的な言葉と化していた。
1928年の選挙以降、彼は思想は変わらぬも昔日の闘士から妥協の政治家と化し、ヒトラーのカリスマ的個性を前にして既に政治的死人と化していた。

### ヒトラーとの再論争
グレゴールと違ってオットーには、さすがのヒトラーも手を焼いた。1930年4月、ザクセンの金属労働者のスト問題を巡り闘争出版の機関誌「ザクセン物見(Der Sächsische Beobachter)」がスト支持を表明したのに反して、財界やフーゲンベルクや鉄兜団といった反動勢力と提携を深めていたヒトラーは、産業界からストに反対しなければナチへの資金援助を打ち切るとの電報を受け取ってオットーにスト支持の撤回を迫ったことは、オットーとヒトラーの仲を更に悪化させることとなった。
ヒトラーにしてみれば、オットーをなんとか押さえ込んで党内の社会主義色を払拭する必要があった。会談を希望するヒトラーの意向をヘスがオットーに電話で伝え、『サンスシー・ホテル』で1930年5月21日～22日の2日間に渡る議論がおこなわれ、またもや2人は対決した。
ヒトラーは一方的に喋りまくる男だったことを考えると、オットーとのこの長時間に渡るディスカッションは異例のことで、ヒトラーにしては極めて珍しいことだった。論争の内容は、「芸術問題」、「指導者と理念の問題」、「社会主義問題」、「人種問題」、「外交問題」、「経済問題」と多岐に渡った。
開口一番、ヒトラーは当時、テューリンゲン州の内務大臣ヴィルヘルム・フリックが古くさい芸術観をもつパウル・シュルツェ・ナウムブルクをワイマールの建設・手工業大学の責任者の地位につけたことに対して、ナチ左派の党員がオットーのジャーナル誌上で加えた批判批評を取り上げオットーにかみついた。
元々、画家志望でいっぱしの芸術家気取りのヒトラーが抱く古い懐古主義的芸術観は、表現主義のモダン芸術のなかに革命的意欲を見るオットーの芸術観を是認することはできなかった。
次いでヒトラーは、その非難の矛先をオットーの協力者の論文『忠誠と不忠』に向けた。
党綱領の原則に忠実たろうとし、指導者よりも党の理念を優先させるオットーは、綱領を越えて君臨するカリスマ的支配を求めるヒトラーの見解と真向から対立した。
ヒトラーは神経質そうに膝を擦り付けながら反論した。
ヒトラーは懐柔策に出た。
オットーに辟易したのかヒトラーは今度はおどしの奥の手を出した。
この程度の脅しに竦むオットーではなく、
反動呼ばわりされたヒトラーは激しく抗弁した。
オットーはヒトラーの人種論に反論した
ヒトラーはむきになり自分の人種論の十八番をぶちまくった。
剛直なオットーを相手にしてさすがのヒトラーもぐったりし、2人は翌日の再会を約して別れた。
翌日には、ヘス、アマン、ヒンケル、グレゴールも加わった。オットーはヒトラーの前に1926年のバンベルク会議で否定されたシュトラッサー草案をおきながら切り出した。
ヒトラーは叫んだ
カリスマ神話の仮面を剥ぎ取るオットーの言い方にヒトラーは怒った。
そして、オットーは単刀直入に最後の駄目押しをした。
ヒトラーは長演説を振ってオットーの目論む国有化や社会化がディレッタンティズムであることを指摘しながら、
こうして、二人の話し合いは1月の会談と同様またもやもの別れに終わった。
「敵を非難するが友人を一人も知らぬ男」、「愛することを知らぬ憎悪する誇大妄想狂」、「バランスの欠けた男」
これが長年にわたる激しい論争の末にオットーが抱いたヒトラー像の結論だった。

## 脱党
ヒトラーは1930年5月21日から22日にかけて7時間にわたりオットーと激論してなんとか懐柔しようとしたが、結局失敗した。この会談の失敗で、ヒトラーは懐柔策としてオットーに与えるはずだった全国宣伝指導者（Reichspropagandaleiter）職のゲッベルスへの委譲と、オットーの党除名を決意した。
1930年6月30日、ヒトラーは1926年半ば頃に自派に取り込んでいたゲッベルスに、オットーらナチス左派幹部の党追放を命じた。
というのも、1930年、ヒンデンブルク大統領侮辱罪で法廷に立ったゲッベルスは、自分はかつてヒンデンブルク支持者でルール紛争の際にはベルギー軍につかまって牢に入れられ鞭打たれた経験をもつ闘志であると弁明したが、これに対してナチス左派のモサコーフスキーがゲッベルスのこの感動的な物語の嘘を暴露した記事を掲載したことが動機となったためであった。
7月2日、これを受けたゲッベルスはベルリン党役員会議でオットーの党除名を決議した。オットーらは抗議のために党役員会議を開くよう迫ったが、クルト・ダリューゲが指揮する親衛隊につまみだされて党集会に参加出来なかった。
7月4日にはオットーも新聞紙面でナチス党からの離脱を宣言した。しかし追従者は僅か24名だけであった。

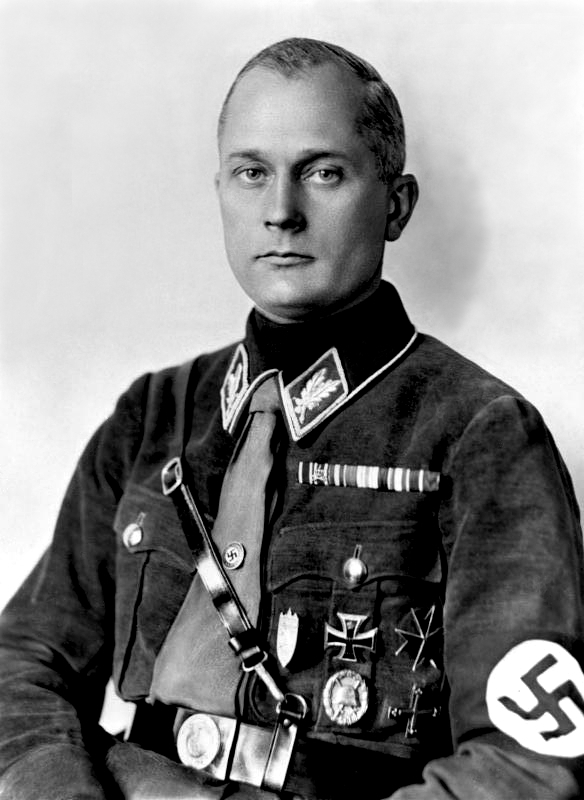
ヴァルター・シュテンネス。ナチス左派に呼応した突撃隊の反乱指導者で、ベルリンの大管区事務所を一時的に占拠、銃撃戦を展開し「デア・アングリフ」のナチス左派版を二日間出版し配布していた

その後は人狼団やオーバーラント団 (de)、北ドイツ突撃隊の最高司令官で1931年にゲッベルスと大喧嘩して彼に反乱を起こしたヴァルター・シュテンネス大尉、黒い国防軍のブルーノ・ブーフルッカー(de)少佐などとともに
『革命的国民社会主義闘争集団（Kampfgemeinschaft Revolutionärer Nationalsozialisten, KGRNS）』を結成。後に同団体は『黒色戦線（Schwarze Front）』と改名される。
グレゴールはナチ党にとどまっていたが、オットーの謀反と離脱で党内で苦しい立場に立たされ、急速に影響力を弱めていった。

## 亡命
ヒトラー内閣誕生後はSDの目をくぐりぬけてドイツから脱出し、オーストリア、チェコ、フランス、スペイン、ポルトガル経由でカナダへ亡命し、そこから反ヒトラー活動を行った。グレゴールはなおもドイツにとどまっていたが、長いナイフの夜の際に粛清されている。
オーストリアは、ヒトラーの侵略第一目標だったため、オットーにとって安住の地ではなかった。意を決しチェコのプラハに逃亡し、そこでレジスタンス運動を展開した。
「第二革命は進む（Die Zweite Revolution marschiert）」
「死せるマルクス主義 - 生ける社会主義（Der Marxismus ist tot - Der Sozialismus lebt）」
「社会主義の革命か、ファシストの戦争か?（Sozialistische Revolution oder Faschistischer Krieg?）」
等のパンフレットをプラハからドイツ国内へ送り込み突撃隊や親衛隊の事務所へ散撒き、アマチュア無線家で短波ラジオの開発も手掛けていたルドルフ・フォルミスと組んで、モルダウ川をのぞむプラハの西南40マイルにある酒場を拠点に、一日に一時間三回に渡ってドイツ向け反ヒトラーの声明を流していた。
しかし、アルフレート・ナウヨックス率いるSD、ゲシュタポのエージェントがオットーのアジトを襲撃し、フォルミスを殺害。オットーは危機を逃れたが、海賊放送の罪でチェコ当局から発信器を押収され四ヶ月の刑の判決をうけた。
1934年11月1日、ドイツ国籍を剥奪され無国籍者となったオットーは5年間チェコに滞在しており、この頃チェコを訪れていたインド独立運動家のスバス・チャンドラ・ボースと面会していた。
その後はフランス、スイス、ポルトガルを経て1941年にカナダへ亡命し（妻子はスイスに残している）、カナダで終戦を迎えた。

## 戦後

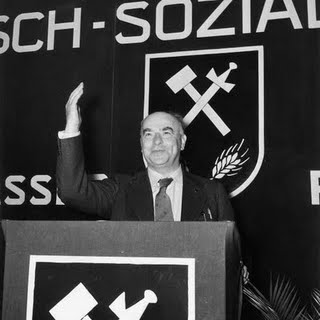
ドイツ社会同盟でのオットー(1957年)

第二次世界大戦でドイツが敗戦し、ナチ党が消滅するとドイツへ帰国しようとしたが、占領軍と西ドイツ政府から帰国を妨害されてしまった。ようやく西ドイツへ帰国することを許されたのは1955年のことだった。
戦後のオットーにはヴァイマール時代の思想との変化がみられる。彼の脱イデオロギーをもたらす契機となったのは第二次世界大戦の悲劇的現実と彼自身の亡命生活であった。これは、彼の思想において形而上学的な民族共同体神話が後退し、個人の尊厳性の思想が一層大きくなったことを意味している。亡命後のオットーは、ヨーロッパの連邦構想をより強く主張するようになり、民族主義を越えて軍縮を説きそれが不可能な場合には民兵制度の創設を唱え、関税やパスポートの廃止、国際的な経済・金融機構の開発、通貨の統一のうえに立った「精神のオリムピアード」を力説するようになる。
これは、かつて閉鎖的な自給自足の経済体制を説いていた頃とは大きな違いである。このようなインターナショナリズムや平和思想の高揚と関連するのは、彼の軍国主義的なエートスからの脱却であった。オットーは、戦後ドイツが真っ先に手をつけねばならない問題として、中央集権的な軍国主義の牙城プロイセン州の解体を主張していた。
こうしてオットーは、かつてのヴァイマール共和制やヒトラーによって温存されたプロイセンをラインラント、ヘッセン、ハノーファー、テューリンゲン、ザクセン、ブランデンブルクに分割することを提案している。このような解体の主張は「戦士＝貴族」像を抱いていたオットーの軍国主義的エートスからの脱却を象徴するものであった。このようにしてオットーは、亡命後にしてようやく長い間、彼を呪縛し続けてきた1914年以来の大戦気分の魔力を脱して、穏やかな人間性の表情を取り戻し陽気なバイエルン人本来の生地に立ち戻っている。メシアニズムに燃えて軍国主義的なエートスを説いていたヴァイマール時代の厳しいイデオローグの表情はそのヒトラー打倒の情熱を別にすれば、おそらく既に多少とも色あせていた。
戦後に出版された彼の著書『ファシズム（Der Faschismus）』のなかでは、「ドイツ的ソーシャリズム」という概念は完全に消えて「連帯主義（Solidarismus）」という言葉に変わっている。「魔の山」を降りたハンス・カストルプ青年の如く、脱魔術化の段階に入った彼はサン＝シモンの空想性を指摘してこう述べている。
幻想を弁護する彼のこのような言葉も、憑きものが落ちたようにヴァイマール時代の精神神話から脱却したオットー自身の自慰の言葉であったのかもしれない。
しかし、オットーには一貫して変わらぬ面もあった。戦後の著書『ファシズム』のなかでも依然として彼は観念的精神主義に執着している。このような精神主義は、宗教的世界観にまで発展しており、人間は彼岸との関係なしには意味的に存在し得ないという。戦後、彼が唱えた「連帯主義」は国家や経済といったあらゆる人為的制度を神の法則と自然との法則に一致させることを目的としていた。そこで中心に据えられているのは「キリスト者の自由」であり、宗教的世界観に立脚した人間存在であった。
オットーは、人間の品位を軽んずるファシズムや共産主義のビザンツ的官憲国家や官僚制のなかにこの思想に対する重大な挑戦をみた。こうした人間存在の自発的な自己決定の自由と責任の原理は、ヒトラーの権威に挑戦した彼の姿勢が物語っているように、元々彼の体質と生き方に見合った思想であった。
戦後のオットーがシュペングラーの思想を脱して、彼を「ファシズムの草分け」と評したとき、彼はようやくその体質と生き方にふさわしい本音を吐くことになった。それは、国家権力による自らの迫害の経験や苦い亡命生活の経験がもたらした帰結であった。
1974年、バイエルン州ミュンヘンで死去。ナチス左派の幹部としては最後の生き残りであった。

## 語録
- 「料理学校が政治の学校よりももっと重要であり、聞こえる笑いの量が政治制度や経済制度の質を計るに適した微候であるという事実を人々がつかんだときに、軍国主義の精神は決定的に克服されたことになる。[26]」
- 「人間生活においてどんなに経済的要因が重要であろうとも、それは決して決定的なものではないし、決して決定的なものではなかったし、決して決定的なものにはならぬであろう！あらゆる人間の偉大な行為は観念的動機から、宗教的動機から、祖国愛から、誠実、友情、愛情から、生まれたものである。人間は大きな情熱によって動かされるものであって、階級=利害によって動かされるものではない。[27]」
- 「国家の名において個人の自由とその自治的創造の自由を束縛するものは、ファシストだ！
国家権力を称賛し、これを拡大せんとするものは、ファシストだ！
国家に常に新しい課題をゆだね、国家とその官僚制をこれによってますます強化するものは、ファシストだ！
政党と議会をただ匿名勢力の実際的決断がその背後で下される「屏風」に見立てるものは、ファシストだ！[28]」